# Galmaarden
Galmaarden és un municipi belga de la província de Brabant Flamenc a la regió de Flandes. Està compost per les seccions de Galmaarden, Tollembeek i Vollezele.